# Monticello (Iowa)
Monticello ist eine Kleinstadt (City) im Jones County im Osten des US-amerikanischen Bundesstaates Iowa. Sie liegt etwa auf der Hälfte zwischen Dubuque und Cedar Rapids. Das U.S. Census Bureau hat bei der Volkszählung 2020 eine Einwohnerzahl von 4.040 ermittelt.
Verkehrstechnisch ist der Ort am Maquoketa River, einem rechten Nebenfluss des Mississippi, durch den U.S. Highway 151, knapp 20 Kilometer südwestlich von Cascade, und dem Flughafen  Monticello Regional Airport angebunden.

## Persönlichkeiten
- Ellen Dolan (* 1955), Schauspielerin
- Sewall S. Farwell (1834–1909), Politiker
- Alva L. Hager (1850–1923), Politiker
- Charles Henry Sloan (1863–1946), Politiker